# 根圏

根圏（こんけん、rhizosphere）とは、植物の根の分泌物と土壌微生物とによって影響されている土壌空間である。

## 根圏の範囲
根圏は1904年にLorenz Hiltnerによって「植物の根から影響を受ける土壌領域」と定義された。
根圏は元来、根から数mmの範囲を指す。近年、意味が拡張されて根の内部を根圏に含める場合もある。この広い意味での根圏は3つの空間に分けることができる。
内根圏 (endorhizosphere)
根の表皮や皮層の細胞間隙など根の内部環境。
根面 (rhizoplane)
根の表面。
外根圏 (exorhizosphere)
根の周囲の土壌領域。
根圏に含まれない土壌空間をbulk soil（bulkは大部分の意）と呼ぶ。根圏以外の、植物の影響下にある微生物生息空間（植物の地上部）を葉圏という。根圏と葉圏の2つを合わせた植物空間を植物体圏（phytosphere）と呼ぶ。

## 根圏への物質供給
根圏は、bulk soilよりもはるかに多くの天然の有機物を含有する。なぜなら、根から様々な化合物が周囲の土壌環境へと放出されるためである。この放出された有機物をrhizodeposit、あるいは根分泌物（Rootexudate）と呼ぶ。
多くの細菌は根分泌物を摂取し、生息している。それら細菌を捕食する原生動物や線形動物の数も、bulk soilより多い。根圏での微生物の豊かさはこの物質供給によると考えられている。このため、植物が必要とする栄養循環や病害抑制の多くは根のすぐ隣で発生する。根圏による微生物数の増加効果を根圏効果rhizosphere effect）という。

### 根圏への供給量
Barberら（1976）の調査によると、光合成により固定された全炭素量（光合成により生成された有機物中の炭素の総量）の5％から10％は根に放出されている。その放出量は0.1mg-C/g-soil以上にも及ぶ。KuzyakovとDomanski（2000）の算出では、牧草地で30〜50%、小麦や大麦などの穀物で20%と30%の光合成産物が根へと分配されている。穀類の場合、根に分配された炭素のおよそ半分は根に残り、約3分の1は数日以内に根圏へと放出され、残りは根圏の微生物バイオマスおよび土壌有機物（SOM）へと組み込まれる。
供給量は植物の年齢と関連することが示唆されている。樹齢が高いほど、根の光合成産物や根圏での土壌呼吸産物が少なくなる。

### 植物から根圏へと供給される物質

#### 気体
根細胞が呼吸をすることにより、二酸化炭素が根圏に排出される。酸素は植物の地上部から通気組織を通じて根圏に供給される。湿地帯の水生植物は特に通気組織を発達させている。根圏微生物はこの酸素を利用することができる。

#### 脱落細胞
根端の分裂組織が活発に分裂して根が伸長すると、分裂組織を覆っている根冠は剥がれ落ちる。そして、新しい根冠が生える。根冠が新生されてから剥がれ落ちるまで数日程度である。
根毛は根の伸長領域で形成されており、普通、根の伸長に伴って古いものから枯死・脱落していく。根毛の脱落は普通、新生されてから数日から数週間である。さらに、伸長領域の表皮や根の部分も伸長に伴って脱落する。
不溶性の鉄結合型のリン酸に落花生の根の細胞を加えると、リン酸は鉄から遊離して溶出する。これは、細胞壁中のフェノール化合物が、リン酸と結合している鉄を吸着するためと考えられている。鉄結合型はそのままでは微生物にとって利用不可能であるため、この現象により微生物はリン酸を利用可能となる。

#### 高分子有機物
根冠や根端近くの表皮細胞は、デンプンから生成された粘液質（ムシラーゲ、mucilage）をゴルジ体経由で多量に分泌している。粘液質はrhizodepositの2〜12%を占める。粘液質はガラクツロン酸重合体を主成分とする。そのほか、ラムノースやフコースなどの酸性多糖を含む。粘液質は、土壌の保水力を高める働きを持つ。また、アルミニウムなどの陽イオンを吸着する。アルミニウムは植物にとっても微生物にとっても有害であり、粘液質は生物から隔離する作用があると考えられる。以上の作用により、根圏は植物や根圏微生物にとって適切な環境となる。
多種多様な酵素および非酵素のタンパク質は植物から根圏に供給されている。植物の細胞外酵素の一部は、根圏の有機化合物からリンを分離させ、あるいは、そうして遊離したリンの遊離状態をキレート効果により維持し生物学的利用能を高める。根圏はbulk soilと比べて脱リン酸化酵素活性が高い。農耕地および野草地での16種の植物の根圏と非根圏における酸性脱リン酸化酵素活性の比較では、根圏における活性は非根圏のそれより1.1-26.8倍高かった。脱リン酸化酵素は、土壌中の有機物にエステル結合しているリン酸を加水分解し、植物や根圏微生物に利用可能にする。

#### 低分子有機物
rhizodipositの成分で最も大きい割合を占めるのは糖やアミノ酸だと考えられている。ただしこの見解は、根圏を懸濁させて溶液を得てこれを濾過して分析した結果に基づくため、脱落細胞の存在は考慮されていない。糖やアミノ酸のほか、rhizodipositには、有機酸、プリン、ヌクレオシドといった低分子有機物がある。これら有機物は、微生物により栄養として直接、摂取されることができる。有機酸は根圏微生物の養分となったり、土壌鉱物（Ca、Fe、Al）のリン酸塩からリン酸を溶出させたりする。これらとは別に、根圏には植物の二次代謝産物もある。二次代謝産物は根圏微生物に様々な影響を及ぼす。
特に、滲出物中のフラボノイドの割合は大きい。例えばシロイヌナズナでは根から滲出する二次代謝産物のうち37%が、ケルセチンを主とするフラボノイドである。根圏中のフラボノイドは根圏細菌の生育を抑制したり促進したりする。ファイトアレキシンは抗菌活性を示す。マメ科植物は、根粒菌の生育を活性化するためのシグナル分子としてフラボノイドを分泌する。
植物の根からネギは揮発性硫黄化合物であるアルキルシステインスルフォキシドを根から分泌する。この揮発性化合物は、病原性菌類Sclerotium cepivorumの菌核の発芽を誘導することが知られている。

#### 無機イオン
植物の根はある種の無機イオン（炭酸HCO3+、OH-、H+）を分泌している。ルイボス茶（Aspalathus linearis L.）といった少数の植物は低pHの土壌(pH3〜5)でHCO3+やOH-を分泌し、土壌pHの改善を行っている。

## 生物の根圏への影響
植物の根は根圏からカチオンとアニオンを異なる割合で吸収しており、同時に無機イオンのH+またはOH－（HCO3－）を排出する。この排出によって根圏のpHは変化する。また、根は二酸化炭素を排出したり、有機酸、アミノ酸を分泌したりし、それによって根圏pHに影響を与える。根圏のpH変化は以下の現象を引き起こす。
- 根圏のpH低下は難溶性のリン鉱石から可溶性のリン酸を溶出させる。植物や微生物はリン酸の溶出なしにリン鉱石から直接リンを摂取することはできないが、溶出したリン酸を吸収することはできる。逆にpHが増加するとリンのほか、カルシウム、鉄、マンガン、亜鉛、アルミニウムなどの必須・有用栄養素が不溶化し、土壌生物においてこれら栄養素の欠乏が生じる。
- 根圏のpH増加によるアルミニウム等栄養素の不溶化により植物の生育が促進されることがある。ある種の栄養素の溶出が過剰であると植物の生育を阻害する。植物のアルミニウム過剰の耐性機構の一つに根圏pHの増加があると考えられている[28]。実際に、小麦、大麦、豆などは土壌中のアルミニウムに応答してアニオンの吸収とOH－の排出を高め、土壌pHを増加させる[29]。
- 根圏pHの変化は土壌微生物による植物の感染に影響を与える。
- マメ科植物の根粒形成は根圏pHに依存する。低pHは根粒形成を阻害する[30]。

## 根圏の生物への影響
根圏は、そこに生育する生物（細菌、真菌、他の植物など）へも、根の持ち主である植物にも多大な影響を与える。その効果は生育の促進であったり、逆に阻害であったりする。生物間の相互作用はその生物同士の関係（相利共生や排他主義）や生存戦略を決める。特に、植物と有益な根圏微生物との相利共生や、有害な根圏微生物からの防御についてはよく研究が進められている。根圏と葉圏では物理的環境が異なるため、それぞれの微生物叢の特徴は異なる。例えば、色素産生細菌は根圏では滅多に見られないが、葉圏では多い。

### 根圏生物への生育促進
植物は根から多くの化合物を分泌する。これら分泌物は根圏中の他の生物の生育を促す。
- 植物からの物質供給を主な要因として、根圏ではbulk soil（植物の根による影響が及ばない土壌領域）でに比べて著しく微生物数は大きい。その比は40倍から200倍に及ぶといわれている[34][35]。細菌など根圏生物はこの供給物質を栄養源としている。この、微生物の数と種類を多くする根圏の作用を根圏効果（rhizosphere effect）[8][9]という。
- rhizodipositは胞子形成の誘発する[36]。
- トマトの根から分泌されるL-リンゴ酸はBacillus subtilisのバイオフィルム形成を刺激する[37]。
- 菌根菌はストリゴラクトンを分泌し、胞子の発芽を促進し、菌根への生長を開始させ、コロニー形成を可能にさせる。
- 寄生植物のストライガ属はストリゴラクトンの存在を検出し、それらを検出したときに発芽する。その後、根へと移動し、栄養素源として利用する。
- リゾビウム属といった共生的な窒素固定細菌は、マメ科植物の根が分泌するフラボノイド様の化合物を検出する。検出すると、根粒形成因子（ノッド因子）を産生し、植物へとシグナルを送り、根粒の形成を促す。これら根粒菌は植物からの栄養素によって生きながらえ、植物が利用できる形態へと窒素ガスを変換する。
- 非共生的（または自由生活）な窒素固定細菌は、特定の植物（多くの草本を含む）の根圏の外で生育でき、根圏では共生的な窒素固定細菌と同様に窒素ガスを固定する。根圏微生物と植物との関連は緩いと考えられているにもかかわらず、根圏微生物は植物の状態に非常に強く応答する。例えば、イネの根圏における窒素固定細菌の日内周期は植物の挙動を模倣したものである。また、イネの成長段階では窒素固定細菌は窒素をより多く固定して供給する傾向にある。成長段階ではイネは窒素をより多く要求する[38]

### 植物への生育促進
根圏の主である植物は、根圏中の他の生物の生育を促進することで、その見返りを受け取り、生育を促進してもらっている。このため、植物と一部の根圏生物との相利共生の関係が構築されている。以下に根圏微生物による生育促進効果を示す。
- 土壌中の不溶性リンの可溶化[39]
- 鉄キレート剤であるシデロホアを生産する[40]。シデロホアは鉄を可溶化させる。植物に鉄を直接的に供給し、また、土壌環境から鉄を除去することで植物病原菌の生育を妨害する[41]。
  - ひよこ豆Cicer arietinumの根圏には、シデロホアを高水準（鉄制限下のコハク酸培地で1000µg/mL）で産生するPseudomonas sp.が単離されている[41]。
- 菌根形成の活性化[42]
- オーキシンやサイトカイニンといった植物ホルモンを分泌する。これらの物質は植物の生長を刺激する[43][44]。
  - Azotobacter属やPseudomonas属の一部はサイトカイニンの生産者であることが知られている。特にA. chroococcumの生産性は高い[43]。
- エチレンの合成前駆体を分解する。この植物ホルモンは果実の成熟と老化を促進したり、葉や花、果実を落としたり、茎の伸長成長を阻害したり、茎の横方向への肥大を促進したりなどする[45]。根圏細菌によるエチレン前駆体の分解は植物の成長速度を安定維持する[46]。
- 植物に対する重金属ニッケルの毒性軽減[47]
- 一部の根圏細菌は抗生物質を生産し、植物病原性の真菌の病原性を抑える[48][49]。
- Acinetobacter calcoaceticus P23はウキクサと相利共生し、その表層でフェノールを分解する[34]。鈴木ら（2013）はP23株をウキクサ科のコウキクサに接種したところ、その葉状体数、湿／乾燥重量、葉のクロロフィル量が増加した。接種を受けた双子葉植物のレタスでもクロロフィル量は増加した。いずれの場合も、特に貧栄養条件でこの効果は顕著であった[50]。
- バイオフィルムの形成による病原微生物の繁殖抑制
  - Bacillus subtilisは植物の根にバイオフィルムを形成し、病原菌から根を保護する	。

### 生育阻害
いくつかの植物は、同種または多種の生物の増殖や生育を阻害するアレロパシー物質を根から分泌する。
- 桃やカンキツのアレロパシー物質は同種の果樹の生育を抑制する。
- クルミやリンゴのアレロパシー物質は同種や多種の生育を抑制する。
- 北米の中湿性の温帯林のガーリックマスタードはアレロパシー物質を分泌する。この物質はガーリックマスタード自身と菌根菌との間で形成する相利共生は妨害されると考えられている[51]。